# سينيفليكس
سينيفليكس ميديا (بالإنجليزية: Cineflix Media)‏ هي شركة إنتاج وتوزيع إعلامي كندية. يقع المقر الرئيسي للشركة في مونتريال وكيبيك في كندا ولها فروع في تورنتو ونيويورك ولندن ودبلن. تأسست الشركة عام 2002.